# (1021) Flammario
(1021) Flammario – planetoida z pasa głównego asteroid okrążająca Słońce w ciągu 4 lat i 197 dni w średniej odległości 2,74 au. Została odkryta 11 marca 1924 roku w Landessternwarte Heidelberg-Königstuhl w Heidelbergu przez Maxa Wolfa. Nazwa planetoidy pochodzi od Camilla Flammariona (1842-1925). Przed jej nadaniem planetoida nosiła oznaczenie tymczasowe (1021) 1924 RG.